# Street Flava
Street Flava è una raccolta di brani rap e R&B curata da Radio Italia Network, pubblicata nel 2003.
Contiene 36 tracce realizzate da artisti rap di primo piano della scena internazionale (Ice Cube, Nas, Cypress Hill) e nazionale (Bassi Maestro, DJ Shocca, Alien Army, Sangue Misto, Fabri Fibra.

## Tracce

### Disco 1
1. Othello - streetstyleothello (intro)
2. Fabolous feat. Lil Mo & Mike Shorey - can't let you go
3. Fugees - vocab (refugees hip hop mix)
4. Les nubians feat. Talib Kweli - temperature rising
5. Bone Thugs-n-Harmony - 1st of tha month
6. Nas - i can
7. Ice Cube - it was a good day
8. Cypress Hill - lowrider
9. Lil' Kim - the jump off (7 gemini remix)
10. TQ - westside
11. Stokka & MadBuddy - streetstylestokka&buddy (outro)
12. Alien Army - scratchoetry
13. Crime Shot - fresh revolution
14. DJ Double S feat DJ Tsura - don't make me laugh
15. Paura & DJ Snatch feat. Soulshine e Musta - a tremila
16. Ice One - wash box dunk

### Disco 2
1. Sano Business - streetstylesanobiz
2. Vacca - Mr Cartoon
3. Stokka & MadBuddy - palermo centrale 2003
4. Neffa e i messaggeri della dopa - aspettando il sole
5. Nesli - parole da dedicarmi
6. Bassi Maestro - 1/2/3 (pt.2^)
7. Fabri Fibra - scattano le indagini
8. Numeri 2 feat. Bassi Maestro - ho bisogno d'amore (remix)
9. La Crème - popolo di sordi
10. Othello - il richiamo del funk
11. Sangue Misto - nella luce delle 6:00 ('98 remix)
12. Libo - sono innocente (dj mesta remix)
13. Microspasmi - eh si
14. Cricca Dei Balordi - Hollywood
15. DJ Gruff - la musica
16. Club Dogo - note killer
17. Cor Veleno - potente in culo
18. El Presidente - ultimi attimi
19. Inoki - vecchio quartiere
20. Mondo Marcio - tieni duro